# Silvi Vrait
Silvi Vrait (Kehra, 28 aprile 1951 – Tallinn, 28 giugno 2013) è stata una cantante estone.

## Biografia
Ha partecipato all'Eurovision Song Contest 1994, in rappresentanza dell'Estonia con il brano Nagu Merelaine.
È stata attiva anche nel campo dei musical e dell'opera. È morta all'età di 62 anni.